# Léon Athanase Gosselin
Léon Athanase Gosselin (Parigi, 16 gennaio 1815 – 30 aprile 1887) è stato un chirurgo francese.

## Biografia
Studiò medicina a Parigi, diventando un prosettore della facoltà di medicina nel 1842. Nel 1843 difese il suo dottorato con una tesi dal titolo "Études sur les fibro-cartilages inter-articulaires". Durante l'anno seguente raggiunse la sua aggregazione in chirurgia con la tesi "De l'étranglement dans les hernies". Fu nominato professore alla Faculté de Médecine di Parigi - la prima cattedra di patologia esterna (1858-66), la quarta cattedra di chirurgia clinica all'ospedale di Pitié (1867), la terza cattedra di chirurgia clinica presso la Charité (1867-84). Era anche un professore all'École supérieure de Pharmacie.
Durante la sua carriera, Gosselin ha eccelso nei campi di ortopedia, anatomia, fisiologia e urologia. È ricordato per la sua ricerca sulle malattie dei testicoli, cordone spermatico e scroto e il loro effetto sulla fertilità e la virilità. A questo proposito è considerato un pioniere dell'andrologia.

## Opere
- 1857: Traité pratique des maladies du testicule.
- 1859: De l'irréductibilité et des déformations consécutives dans les fractures des os longs.
- 1867: Mémoire sur les tumeurs cirsoïdes artérielles chez les adolescents et les adultes.
- 1875: Sur les faux abcès des os longs et l'ostéite à forme névralgique qui les accompagne ou les simule, lu à l'Académie de médecine, le 5 octobre 1875.
- 1879: Clinique chirurgicale de l'hôpital de la Charité.
- 1881: Recherches sur la valeur antiseptique de certaines substances et en particulier de la solution alcoolique de Gaultheria.
- 1883: Traité des maladies du rectum.